# Joan de Lancaster, Primer Duc de Bedford
Joan de Lancaster, Primer Duc de Bedford (anglès: John of Lancaster)  (Anglaterra, 20 de juny de 1389 - Rouen, 14 de setembre de 1435) va ser un príncep, general i estadista medieval anglès que va comandar els exèrcits d'Anglaterra a França durant una fase crítica de la Guerra dels Cent Anys. Bedford era el tercer fill del rei Enric IV d'Anglaterra, germà d'Enric V d'Anglaterra, i va actuar com a regent a França per al seu nebot Enric VI d'Anglaterra. Malgrat el seu talent militar i administratiu, la situació a França s'havia deteriorat greument en el moment de la seva mort.

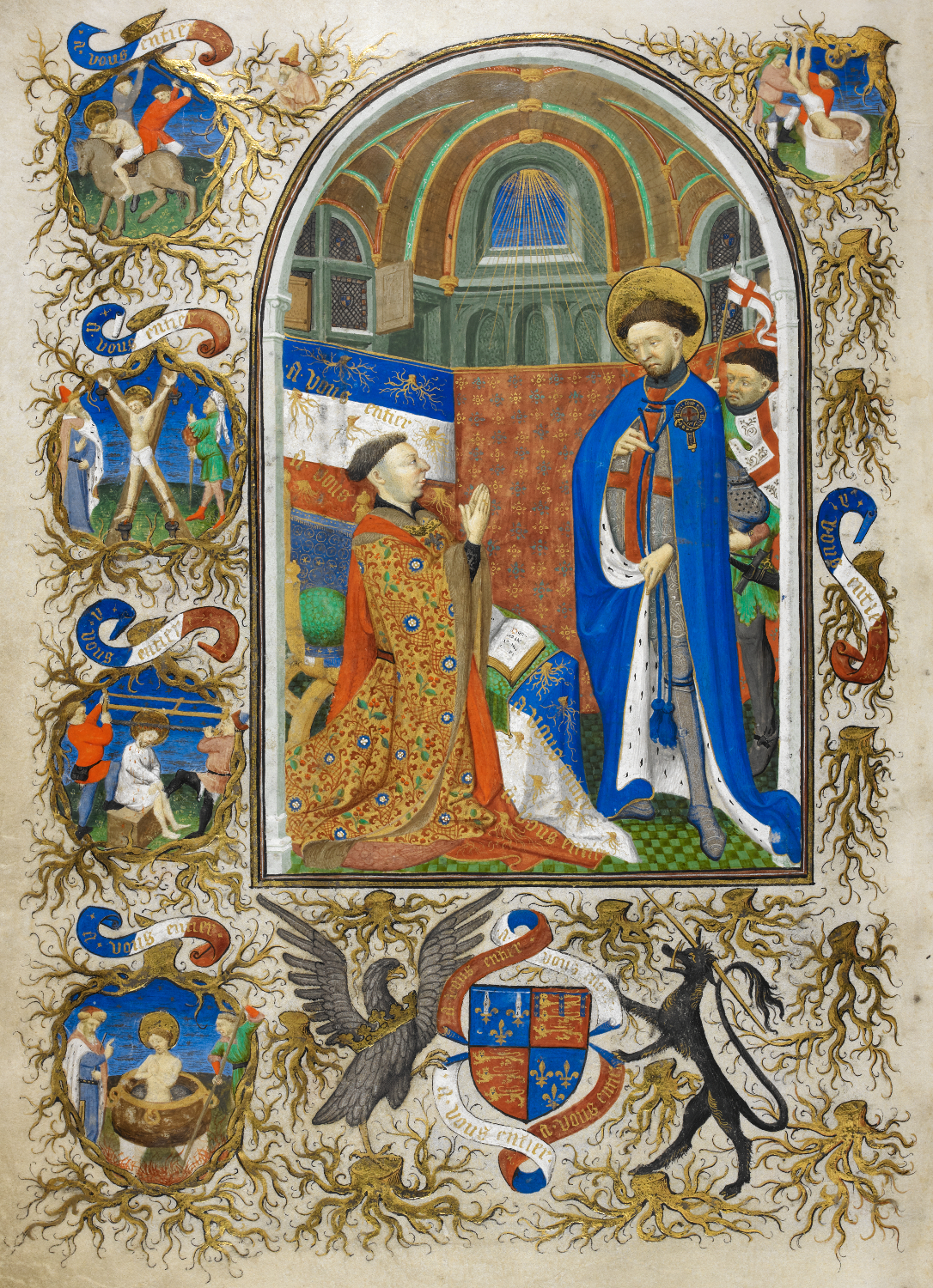
Joan de Lancaster, primer Duc de Bedford, Cavaller de la Ordre de la Lligacama, agenollat davant de Sant Jordi, el qual porta la capa blava de la Ordre de la Lligacama. Miniatura pertanyent al llibre d'hores de la biblioteca privada del duc.

Bedford va ser un hàbil administrador i soldat, i la seva eficaç gestió de la guerra va portar als anglesos al màxim poder a França. No obstant això, les dificultats van augmentar amb l'arribada de Joana d'Arc, i els seus esforços van ser frustrats encara més per les divisions polítiques a Anglaterra i la vacil·lació del seu aliat clau, el Duc Felip III de Borgonya i la seva facció, els borgonyons. En els darrers anys de vida de Bedford, el conflicte va esdevenir una guerra de desgast, i va ser incapaç d'obtenir els fons necessaris per continuar amb el conflicte.
Bedford va morir durant el Concili d'Arras el 1435, just quan Borgonya es preparava per abandonar la causa anglesa i signar una pau separada amb Carles VII de França.

## Biografia
Joan de Lancaster va néixer el 22 de Juny de 1389, sent fill d'Enric Bolingbroke (més tard, Enric IV d'Anglaterra) i de la seva dona, Maria de Bohun. Es desconeix el seu lloc de naixement, però alguns historiadors afirmen que va néixer al Castell de Kenilworth, Warwickshire. Era net de Joan de Gant, Duc de Lancaster, fill del rei Eduard III d'Anglaterra. El seu pare, Henry Bolingbroke, va ser exiliat el 1399 pel seu cosí, Ricard II, quan el seu pare va participar en la revolta dels Lords Appellant el 1388, l'any abans del seu naixement. A la mort de Joan de Gant, Ricard II no va permetre que Bolingbroke heretés el ducat de Lancaster del seu pare. Aquell any Bolingbroke, amb l'ajuda de la noblesa, va poder reunir partidaris i va deposar Ricard II, que després va ser assassinat a sang freda. Bolingbroke va ser coronat rei d'Anglaterra, com a Enric IV, el 13 d'octubre de 1399.
El seu germà gran era Enric de Monmouth, futur rei Enric V d'Anglaterra. Els seus altres germans eren Tomàs de Lancaster, Duc de Clarence; Humphrey, Duc de Gloucester; Filipa i Blanca d'Anglaterra, Reina de Romans.
Després de l'adhesió del seu pare al tron d'Anglaterra, com a Enric IV el 1399, Joan va començar a acumular terres i oficis lucratius. Va ser nomenat cavaller el 12 d'octubre de 1399 a la coronació del seu pare, i cavaller de la Lligacama el 1402. Entre els anys 1403 i 1405, les rendes de les terres confiscades a la Casa de Percy i al Priorat d'Ogbourne, Wiltshire, van augmentar considerablement els seus ingressos. Va ser nomenat mestre dels estables i dels falcons reials al 1402, Conestable d'Anglaterra el 1403 i Lord Warden of the Marches des de 1403 fins 1414. Va ser nomenat Comte de Kendal, Comte de Richmond i Duc de Bedford al 1414 pel seu germà, el rei Enric V.

## Campanyes militars
El seu germà, Enric V, va dirigir una campanya contra França el 1415. Va poder capturar la ciutat de Harfleur i va aconseguir una de les majors victòries angleses durant la Guerra dels Cent Anys, a la batalla d'Agincourt, a l'octubre de 1415. Enric va posar a Joan al comandament d'una flota que portava subministraments a Harfleur, que va vèncer a una flota de l'armada franco-genovesa. Enric va ser capaç de capturar les ciutats de Roan i Caen i aviat la major part de França va estar sota control anglès.
Joan, duc de Lancaster, va dirigir l'exèrcit anglès contra el Regne d'Escòcia mentre el seu germà lluitava contra els francesos a l'Europa continental. Bedford va fer retrocedir als escocesos i va recuperar Berwick-Upon-Tweed i, posteriorment, va recuperar altres territoris anglesos perduts. Després d'aconseguir un tractat de pau, la ciutat costanera de Berwick va romandre sota el domini anglès i també moltes altres ciutats, com Roxburgh.

### Regència
Quan Enric V va morir l'any 1422, Bedford, va competir amb el seu germà petit, Hunfred de Gloucester, pel control del regne. Bedford va se declarat regent, però es va concentrar en la guerra en curs a França, mentre Gloucester va actuar com a Lord Protector durant la seva absència. Es va convertir en el guardià del príncep Enric VI, i es va convertir en regent en nom seu. El duc de Bedford va passar un temps governant des de Rouen, a Normandia, i va dur a terme l'establiment, el control i el comandament de l'armada anglesa a França.

### Campanyes a França
Bedford va derrotar els francesos diverses vegades, sobretot a la batalla de Verneuil, fins que l'arribada de Joana d'Arc va reunir a l'oposició. Després que Joana fos capturada per les tropes de Borgonya a Compiegne i tornada als anglesos, Bedford la va sotmetre a judici pels clergues que figuren als registres del govern anglès i que els testimonis presencials els descriuen com a col·laboradors pro-anglesos. Ella va ser executada a Rouen el 30 de maig de 1431. Llavors, Bedford va organitzar una coronació pel jove Enric VI a París.
Bedford va ser governador de Normandia entre els anys 1422 i 1432, on es va fundar la Universitat de Caen sota els seus auspicis. Va ser un important comissari de manuscrits il·luminats, tant de París (del "Mestre de Bedford" i del seu taller) com d'Anglaterra. Els tres manuscrits més importants que es conserven són El Llibre de les Hores de Bedford (Biblioteca Britànica. Add MS 18850) i el Salisbury Breviary (París BnF Ms Lat. 17294), tots dos fets a París, i el Bedford Psalter and Hours de 1420 - 23, que és anglès (Biblioteca Britànica Add MS 42131). Tots tenen una decoració luxosa i son bons exemples del estil de l'època.

## Matrimonis
El primer matrimoni de Joan va ser amb Anna de Borgonya, filla de Joan el Sense Por, el 13 de maig de 1423 a Troyes. La parella estava feliçment casada, tot i no tenir fills. Anna va morir de la pesta a París, a l'any 1432.
El segon matrimoni de Joan va ser amb Jacquetta de Luxemburg, el 22 d'abril de 1433 a Thérouanne, al nord de França. Aquest matrimoni tampoc ve tenir fills, encara que Jacquetta va tenir més d'una dotzena de fills durant el seu segon matrimoni amb Ricard Woodville (més tard Comte de Rivers). La seva filla gran, Elisabet Woodville, es va convertir en Reina consort d'Anglaterra, com a esposa d'Eduard IV a l'any 1464.

## Successió
Joan va morir el 1435 durant el Congrés d'Arras al seu Castell de Joyeux Repos a Rouen i va ser sebollit a la Catedral de Rouen, a prop d'Enric II el Jove. A l'any 1562, la seva tomba va ser destruïda pels calvinistes. Avui, una placa marca la seva antiga localització. Va morir sense descendència legítima.

## A la literatura
Apareix a les obres de William Shakespeare Enric IV, Part 1 i Enric IV, Part 2, com a Joan de Lancaster i a Enric V i Enric VI, Part 1, com a Duc de Bedford.
La novel·la My Lord John de Georgette Heyer, es la primera part d'una trilogia mai finalitzada centrada en ell, que tracta sobre la seva vida des dels quatre fins als vint anys. La novel·la Brother Bedford, de Brenda Honeyman cobreix la seva vida des de la mort d'Enric V fins a la seva pròpia mort.
A la novel·la de Philippa Gregory (2011), The Lady of the Rivers, Joan apareix en un paper menor com a marit del seu personatge principal, Jacquetta de Luxemburg.

## Armes

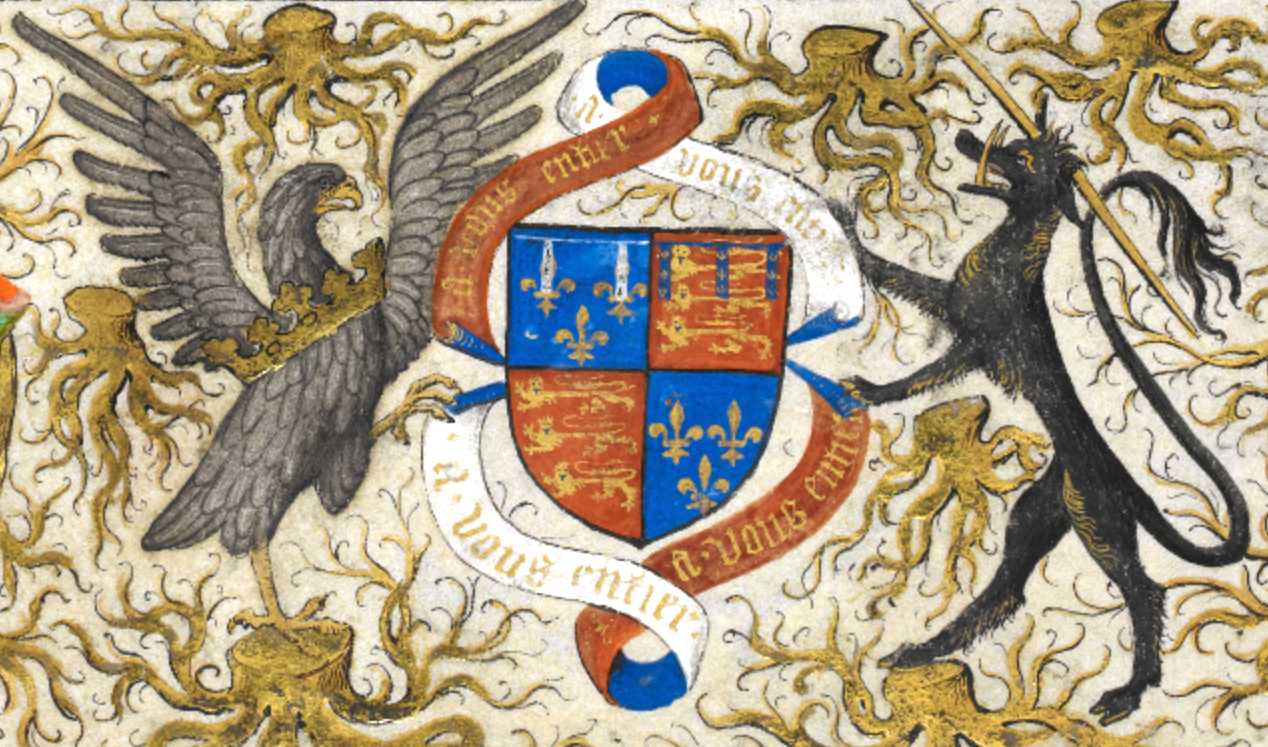
Escut d'armes de Joan de Lancaster, primer duc de Bedford, detall de les Hores de Bedford

Com a príncep d'Anglaterra, Joan portava l'escut d'armes reial del seu pare Enric IV, diferenciat per una "etiqueta de cinc punts per ermini pàl·lid" i França.
Al Llibre de les Hores de Bedford, aquests escuts d'armes es mostren suportats per un àliga amb una corona i un eale, tot sobre un camp d'or cosit amb "estocs de fusta" (troncs d'arbre tallats amb arrels), una insígnia heràldica del rei Eduard III, en referència al Palau de Woodstock. És possible que l'eale estigui pintat en plata que s'ha ennegrit. L'escut està envoltat d'un parell d'estendards de gules que s'inverteixen en argent amb el lema repetit quatre vegades: A vous entier (Teu sincerament). Pot ser un joc de paraules sobre la paraula alemanya Tier, és a dir, la bèstia o sobre les llàgrimes (en anglès), o "nivells de significat", inclòs el tierce, que es refereix a ell mateix com a tercer en la línia de successió del seu pare i que ara és el rei legítim, però pel nadó Enric VI. El Llibre de les Hores va ser escrit com a regal de festeig de Joan cap a la seva primera dona Anna.

## Ancestres
Ancestres de Joan de Lancaster, primer duc de Bedford
|  |                                                      |  |  |  |  |  |  |  |  |  |  |  |  |  |  |  |
|  | 8. Eduard III d'Anglaterra                           |  |  |  |  |  |  |  |  |  |  |  |  |  |  |  |
|  |                                                      |  |  |  |  |  |  |  |  |  |  |  |  |  |  |  |
|  |                                                      |  |  |  |  |  |  |  |  |  |  |  |  |  |  |  |
|  | 4. Joan de Gant, 1er Duc de Lancaster                |  |  |  |  |  |  |  |  |  |  |  |  |  |  |  |
|  |                                                      |  |  |  |  |  |  |  |  |  |  |  |  |  |  |  |
|  |                                                      |  |  |  |  |  |  |  |  |  |  |  |  |  |  |  |
|  | 9. Felipa d'Hainaut                                  |  |  |  |  |  |  |  |  |  |  |  |  |  |  |  |
|  |                                                      |  |  |  |  |  |  |  |  |  |  |  |  |  |  |  |
|  |                                                      |  |  |  |  |  |  |  |  |  |  |  |  |  |  |  |
|  | 2. Enric IV d'Anglaterra                             |  |  |  |  |  |  |  |  |  |  |  |  |  |  |  |
|  |                                                      |  |  |  |  |  |  |  |  |  |  |  |  |  |  |  |
|  |                                                      |  |  |  |  |  |  |  |  |  |  |  |  |  |  |  |
|  | 10. Enric de Grosmont                                |  |  |  |  |  |  |  |  |  |  |  |  |  |  |  |
|  |                                                      |  |  |  |  |  |  |  |  |  |  |  |  |  |  |  |
|  |                                                      |  |  |  |  |  |  |  |  |  |  |  |  |  |  |  |
|  | 5. Blanca de Lancaster                               |  |  |  |  |  |  |  |  |  |  |  |  |  |  |  |
|  |                                                      |  |  |  |  |  |  |  |  |  |  |  |  |  |  |  |
|  |                                                      |  |  |  |  |  |  |  |  |  |  |  |  |  |  |  |
|  | 11. Isabel de Beaumont                               |  |  |  |  |  |  |  |  |  |  |  |  |  |  |  |
|  |                                                      |  |  |  |  |  |  |  |  |  |  |  |  |  |  |  |
|  |                                                      |  |  |  |  |  |  |  |  |  |  |  |  |  |  |  |
|  | 1. John of Lancaster, 1st Duke of Bedford            |  |  |  |  |  |  |  |  |  |  |  |  |  |  |  |
|  |                                                      |  |  |  |  |  |  |  |  |  |  |  |  |  |  |  |
|  |                                                      |  |  |  |  |  |  |  |  |  |  |  |  |  |  |  |
|  | 12. Guillem de Bohun, 1er Comte de Northampton       |  |  |  |  |  |  |  |  |  |  |  |  |  |  |  |
|  |                                                      |  |  |  |  |  |  |  |  |  |  |  |  |  |  |  |
|  |                                                      |  |  |  |  |  |  |  |  |  |  |  |  |  |  |  |
|  | 6. Humphrey de Bohun, 7è Comte de Hereford           |  |  |  |  |  |  |  |  |  |  |  |  |  |  |  |
|  |                                                      |  |  |  |  |  |  |  |  |  |  |  |  |  |  |  |
|  |                                                      |  |  |  |  |  |  |  |  |  |  |  |  |  |  |  |
|  | 13. Elizabeth de Badlesmere, Comtessa de Northampton |  |  |  |  |  |  |  |  |  |  |  |  |  |  |  |
|  |                                                      |  |  |  |  |  |  |  |  |  |  |  |  |  |  |  |
|  |                                                      |  |  |  |  |  |  |  |  |  |  |  |  |  |  |  |
|  | 3. Mary de Bohun                                     |  |  |  |  |  |  |  |  |  |  |  |  |  |  |  |
|  |                                                      |  |  |  |  |  |  |  |  |  |  |  |  |  |  |  |
|  |                                                      |  |  |  |  |  |  |  |  |  |  |  |  |  |  |  |
|  | 14. Richard FitzAlan, 10è Comte d'Arundel            |  |  |  |  |  |  |  |  |  |  |  |  |  |  |  |
|  |                                                      |  |  |  |  |  |  |  |  |  |  |  |  |  |  |  |
|  |                                                      |  |  |  |  |  |  |  |  |  |  |  |  |  |  |  |
|  | 7. Joan FitzAlan                                     |  |  |  |  |  |  |  |  |  |  |  |  |  |  |  |
|  |                                                      |  |  |  |  |  |  |  |  |  |  |  |  |  |  |  |
|  |                                                      |  |  |  |  |  |  |  |  |  |  |  |  |  |  |  |
|  | 15. Elionor de Lancaster                             |  |  |  |  |  |  |  |  |  |  |  |  |  |  |  |
|  |                                                      |  |  |  |  |  |  |  |  |  |  |  |  |  |  |  |
|  |                                                      |  |  |  |  |  |  |  |  |  |  |  |  |  |  |  |